# Eurytoma kasaragodensis
Eurytoma kasaragodensis är en stekelart som beskrevs av Durgadas Mukerjee 1981. Eurytoma kasaragodensis ingår i släktet Eurytoma och familjen kragglanssteklar. Inga underarter finns listade i Catalogue of Life.